# Marca AC
Marca AC (también conocida como Marca Tu Voto) fue una organización ciudadana chilena de izquierda destinada a proponer el establecimiento de una asamblea constituyente con el fin de redactar una nueva Carta Magna que reemplazara a la Constitución de 1980. Es considerado uno de los movimientos sociales que dio origen al proceso constituyente que se estableció tras el estallido social de 2019.

## Historia

### Inicios y primer proceso constituyente (2013-2018)

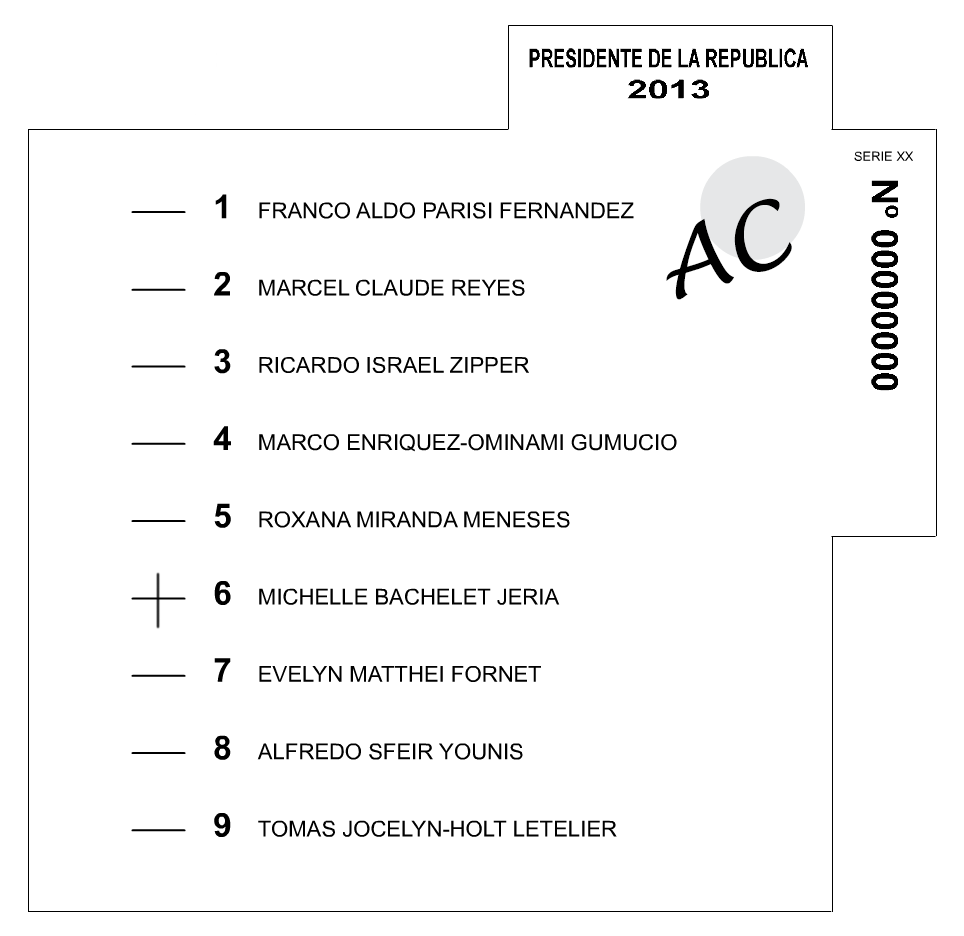
Representación de un voto válidamente emitido en la elección presidencial de 2013 y marcado con la sigla «AC».

La campaña, inicialmente bajo el nombre Marca Tu Voto, fue presentada públicamente el 4 de mayo de 2013 mediante un manifiesto firmado por diversas personalidades políticas, sociales y culturales; entre sus representantes en sus inicios estaban Javiera Parada, Jaime Bassa, Giorgio Jackson, Gabriel Boric, Fernando Atria, Pedro Ruminot, Benjamín Vicuña, Sara Larraín y Pedro Lemebel.
La iniciativa contemplaba que los votantes escribieran «AC» (sigla de «Asamblea Constituyente») en la esquina superior derecha de la papeleta de votación en la elección presidencial de noviembre de 2013, sin desmedro de que el elector marcara una preferencia. Dado que la legislación chilena contempla que un voto que tenga marcada solo una preferencia es un voto válidamente emitido pero queda objetado al contener otras marcas, se solicitaba cumplir con dichas normas para evitar la anulación del voto. Debido a lo mismo, en agosto y septiembre de 2013 los representantes de Marca Tu Voto se reunieron con el Servicio Electoral de Chile (Servel) para que en la capacitación a los vocales de mesa se explicara claramente que la situación antes descrita no convertía la papeleta en un voto nulo.
En la primera vuelta de la elección, más de 3300 apoderados y observadores supervisaron el conteo de papeletas marcadas con la sigla AC en alrededor del 78% de los locales de votación del país; aproximadamente el 8% de los votos válidos a nivel nacional contenían dicha marca. Para la segunda vuelta, la campaña a marcar AC en la papeleta se intensificó, lo que significó que el 10,3% de los votos emitidos en dicho balotaje contuvieran la marca AC (aproximadamente unas 586 mil personas).
En abril de 2014, el movimiento continuó realizando actividades de difusión en distintas ciudades de Chile para intensificar la petición de que se convocara a un plebiscito para definir la instalación de una asamblea constituyente. Tras el anuncio del inicio de un proceso constituyente por parte del segundo gobierno de Michelle Bachelet en abril de 2015, se realizaron diversas iniciativas ciudadanas que contaron con el patrocinio de la organización y en agosto del mismo año Marca AC propuso junto al Partido Progresista que en las elecciones municipales de 2016 se instalara una tercera urna para realizar un plebiscito en que la ciudadanía definiera el organismo encargado de redactar la nueva Constitución; dicha situación finalmente no ocurrió y el proceso quedó truncado al asumir Sebastián Piñera la presidencia de la República en marzo de 2018. Durante la realización de los cabildos comunales y provinciales en 2016, Marca AC participó de campañas invitando a la ciudadanía a participar de dichas instancias.
En la elección presidencial de 2017, el movimiento Marca AC (entonces encabezado por Álvaro Elizalde) entregó su apoyo a la candidatura presidencial de Alejandro Guillier. En años posteriores el movimiento continuó impulsando la idea de instalara una asamblea constituyente a fin de lograr la paz social y reemplazar la constitución redactada durante la dictadura militar.

### Segundo proceso constituyente (2019-2020)
Producto del estallido social iniciado el 18 de octubre de 2019, en diversas localidades de Chile se desarrollaron cabildos autoconvocados que buscaban canalizar los malestares y propuestas de los ciudadanos para solucionar la crisis política y social; en este contexto Marca AC colaboró en la recopilación y sistematización de los resultados de dichas asambleas.
El 26 de octubre de 2020, al día siguiente del plebiscito que marcó el inicio del proceso constituyente, Marca AC anunció el cese de sus actividades, señalando que su misión estaba cumplida luego que triunfaran las opciones «Apruebo» y «Convención Constitucional».